# Zilpa
Zilpa (héberül זִלְפָּה Zilpá, Csöpp) a bibliai Jákob első feleségének, Leának szolgálója, később Jákób második mellékfelesége vagy ágyasa, aki Gádot és Ásert szülte neki.

## A Biblia szerint
Életéről Mózes első könyve alapján annyi tudható, hogy eredetileg a szíriai Lábán szolgálója volt, akit a Jákóbbal való házasságkötéskor odaadott a lányának.
Negyedik gyermeke, Júda születése után átmenetileg nem tudott ismét teherbe esni és a feleségek közt kialakult versengés kapcsán, - a kor elfogadott szokása szerint [forrás?] - ő is férjének adta szolgálóját, hogy helyette szüljön neki gyermekeket (Vattére Léá, kí ámedá mi`lledet, vattiqqach et-Zilpá, sifchátáh, vattitten ótáh le-Jaaqóv le-issá - Mivel látta Lea, hogy megszűnt a szüléstől, ezért vette Zilpát, a szolgálólányát és Jákóbhoz adta feleségül.). Mindkét fiút Lea nevezte el.
Jákob Egyiptomba való lemenetelekor Zilpa fiaiként számolják az unokáit, sőt a dédunokáit is.

## A zsidó hagyományban
A Pirké de-Rabbi Eliezer szerint Zilpa és Bilha Lábán fiatalabb nőtestvérei voltak.
Rási szerint Zilpa fiatalabb volt Bilhánál és Lábán döntése, amivel őt Leának (mint idősebb nővérnek) adta, része volt a Jákob megcsalására irányuló koncepciójának. Szerinte Lábán a házasságkötés éjszakáján lefátyolozott menyasszonyként nem Leát, hanem Zilpát adta oda neki.
A hagyomány szerint a Matriarchák sírjában temették el Tibériásban.

## Családi helyzete
Legelső említésekor Lábán szolgálója (sifchá), majd Leáé lesz.
További státusza a szövegből nehezen megállapítható - Jákóbhoz adva feleségként (issá), de az Ézsauval való kibékülés történetében ismét szolgálóként (sifchá) szerepel, az ágyas (píleges) kifejezés vele kapcsolatban - Bilhával ellentétben - nem szerepel.